# Енгин Арък
Енгин Арък (на турски: Engin Arık) е турска физичка, специализирала в областта на физика на елементарните частици. Тя е професор и ръководител на експерименталната група по високоенергетична физика в Босфорския университет.

## Биография
Родена е на 4 октомври 1948 година в Истанбул, Турция. Получава бакалавърската си степен по математика и физика през 1969 година в Истанбулския университет. Впоследствие продължава с магистратура в Университета в Питсбърг, където се дипломира през 1971 година и защитава докторска дисертация по физика на елементарните частици през 1976 година. Прави постдокторски специализации и изследвания в Колежа „Уестфийлд“ към Лондонския университет.
При завръщането си през 1979 година в Турция, става преподавател в Босфорския университет. През 1983 напуска университета, за да работи през следващите две години в суперкомпютърната компания „Control Data Corporation“. Отново се връща на работа в университета, където през 1988 година става пълен професор.
Между 1997 и 2000 година, Арък е изпратена от правителството на Турция да представлява страната си в сесиите на Договора за пълна забрана на ядрените опити, провеждани от Международната агенция за атомна енергия към ООН във Виена, Австрия.
Тя е участник в експеримента ATLAS и в изследванията с телескопа CERN Axion Solar Telescope на ЦЕРН в Швейцария.
Арък умира на 30 ноември 2007 година в самолетна катастрофа недалеч от Ъспарта, на 59-годишна възраст.

## Семейство
Омъжва се за Метин Арък, професор в същата катедра в Босфорския университет. Двамата имат две деца.

## Памет
На нейно име е кръстена улица в Анкара, район Йенимахале.